# Zalaújlak
Zalaújlak is een plaats (község) en gemeente in het Hongaarse comitaat Zala. Zalaújlak telt 134 inwoners (2001).